# Chloë Grace Moretz

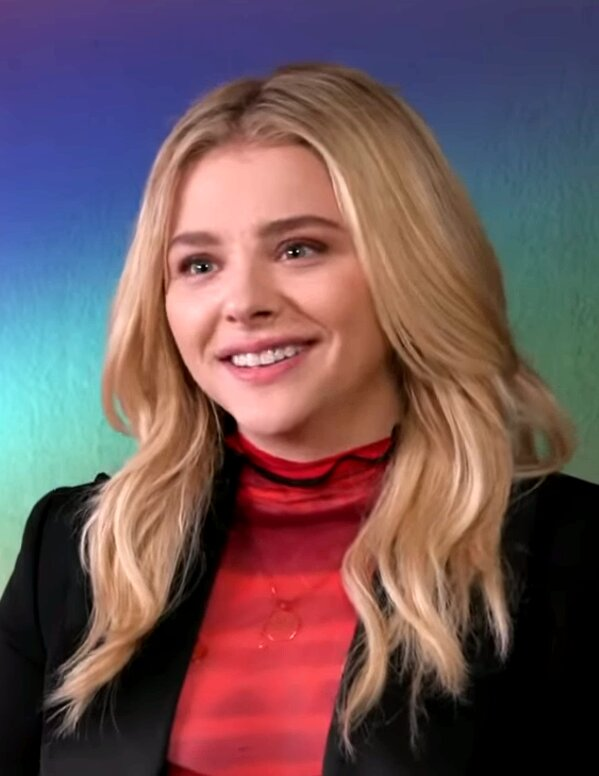
Chloë Grace Moretz (2018)

Chloë Grace Moretz (* 10. Februar 1997 in Atlanta, Georgia) ist eine US-amerikanische Schauspielerin und Model, die vor allem durch die Filme Hugo Cabret, Kick-Ass und Let Me In bekannt wurde.

## Leben und Karriere
Chloë Grace Moretz wurde als Tochter eines Schönheitschirurgen und einer Krankenschwester geboren und wuchs mit vier älteren Brüdern in Cartersville, Georgia auf. Als ihr Bruder Trevor im Jahr 2001 an einer Schauspielschule in New York City angenommen wurde, folgte sie ihm gemeinsam mit ihrer Mutter dorthin. Der Schauspielunterricht ihres Bruders weckte rasch ihr Interesse, so half sie ihm dabei, seine Texte zu üben, und er brachte ihr einige Schauspieltechniken bei. Als Moretz bemerkte, wie sehr ihr das gefiel, beschloss die Familie, zu einigen Vorsprechen zu gehen, um herauszufinden, ob sie ihre Fähigkeiten professionell würde anwenden können. Moretz wurde in New York bei einer Kinderagentur als Model unter Vertrag genommen und es folgten einige Werbeauftritte im Fernsehen.
2003 zog die Familie nach Kalifornien, wo sich der Vater zwischenzeitlich in Los Angeles niedergelassen hatte. 2004 hatte Moretz ihre erste kleine Rolle in der Fernsehserie The Guardian – Retter mit Herz. Dort stellte sie in zwei Folgen das Mädchen „Violett“ dar und hatte 2005 ihre erste Filmrolle als „Molly“ in Heart of the Beholder. Ihre nächste große Rolle hatte sie als „Chelsea Lutz“ in Amityville Horror – Eine wahre Geschichte. Außerdem spielte sie in einer Folge der Sitcom My Name Is Earl mit. In einer Folge von Kuzco’s Königsklasse sprach Moretz die Figur „Furi“. 2006 wirkte sie in dem Film Zombies in der Rolle der „Emma Tunny“ mit. In der Serie Meine Freunde Tigger und Puuh lieh sie der Figur „Darby“ ihre Stimme. Für diese Rolle erhielt Moretz eine von bislang sechs Nominierungen für den Young Artist Award.

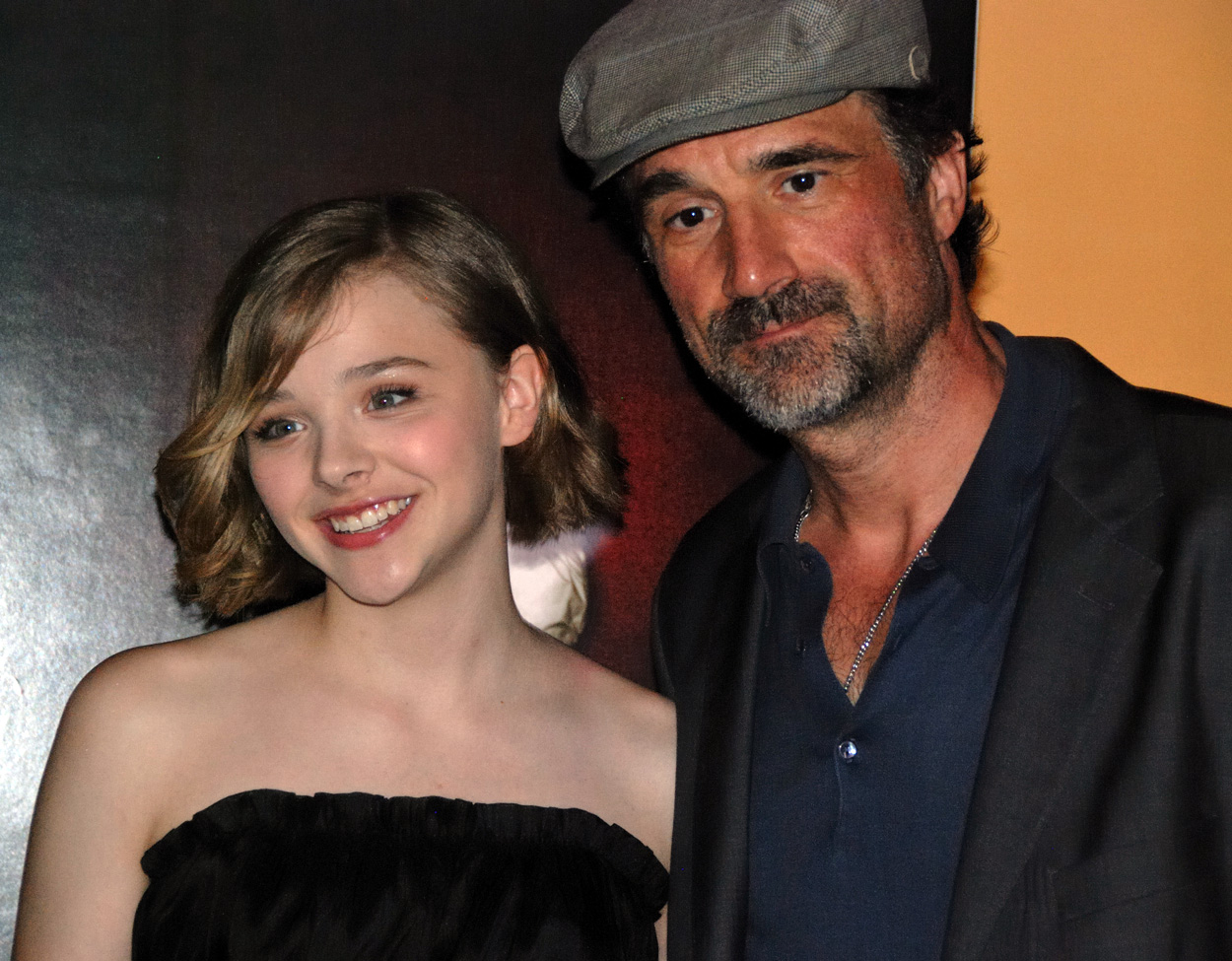
Moretz 2010 mit Schauspieler Elias Koteas auf der Premiere von Let Me In

2009 übernahm Moretz an der Seite von Aaron Taylor-Johnson und Nicolas Cage die Rolle der „Mindy Macready“ alias „Hit-Girl“ in der Superheldensatire Kick-Ass. Der 2010 erschienene Film erhielt überwiegend positive Kritiken, in denen insbesondere die schauspielerische Leistung von Moretz gelobt wurde. So urteilte der Kritiker Peter Travers vom Rolling Stone, dass der Film von Moretz dominiert und man über ihren sensationellen Auftritt noch Jahre reden werde. Andere Kritiker monierten, der Film fetischisiere die elfjährige Killerin und erkläre „Hit-Girl“ trotz ihrer blutigen Gewalttaten zur ehrenwerten Heldin. Im Oktober 2010 wurde Moretz mit dem Scream Award 2010 in der Kategorie Breakout Performance – Female für ihre Rolle in Kick-Ass ausgezeichnet.
Am 13. Dezember 2010 wurde Moretz zweimal für einen Critics’ Choice Movie Award in der Kategorie Bester Jungdarsteller für ihre Leistungen in Kick-Ass und Let Me In nominiert. 2011 war sie in Martin Scorseses 3D-Film Hugo Cabret in einer der Hauptrollen zu sehen, wofür sie bei den Young Artist Awards 2012 den Award als Beste Hauptdarstellerin in einem Spielfilm gewinnen konnte. 2011 stand Moretz ferner als Carolyn Stoddard für Tim Burtons Remake von Dark Shadows vor der Kamera.
Im März 2012 wurde sie für die Rolle der „Carrie“ im Remake des gleichnamigen Filmes ausgesucht. 2012 drehte sie Kick-Ass 2, in dem sie wieder als „Hit-Girl“ zu sehen war. Im Comedydrama Laggies, der auf dem Sundance Film Festival 2014 Premiere hatte, spielte sie an der Seite von Keira Knightley eine Hauptrolle. Im selben Jahr war sie im Film The Equalizer neben Denzel Washington zu sehen. Außerdem stand sie 2014 am New Yorker Public Theatre unter der Regie von Steven Soderbergh in dem Theaterstück The Library auf der Bühne, eine Adaption von Dave Cullens Buch Columbine über das Schulmassaker von Littleton.
2015 war sie im Mystery-Thriller Dark Places – Gefährliche Erinnerung in der Rolle der Diondra gemeinsam mit Charlize Theron zu sehen. Am 4. November 2015 wurde bekannt, dass Moretz für eine Rolle in Shane Carruths Film The Modern Ocean verpflichtet wurde. Sie spielte 2016 Hauptrollen in Die 5. Welle, Bad Neighbors 2 und dem Filmdrama Feuer im Kopf. Im April 2019 wurde bekannt gegeben, dass sie eine Hauptrolle in dem Film Tom & Jerry erhalten hat, der 2021 in die Kinos kam.
In dem Computerspiel Dishonored: Die Maske des Zorns lieh Moretz der Figur der Kaiserintochter Emily Kaldwin ihre Stimme.
2018 wurde Moretz in die Academy of Motion Picture Arts and Sciences berufen, die jährlich die Oscars vergibt.

## Privatleben
Chloë Grace Moretz Im Jahr 2024 outete sie sich als lesbisch, als sie sich offiziell mit dem Model Kate Harrison verlobte; die beiden sind seit 2018 zusammen. Zuvor war sie einige Zeit mit Brooklyn Beckham der Sohn von Victorias und David Beckhams, liiert.

## Filmografie

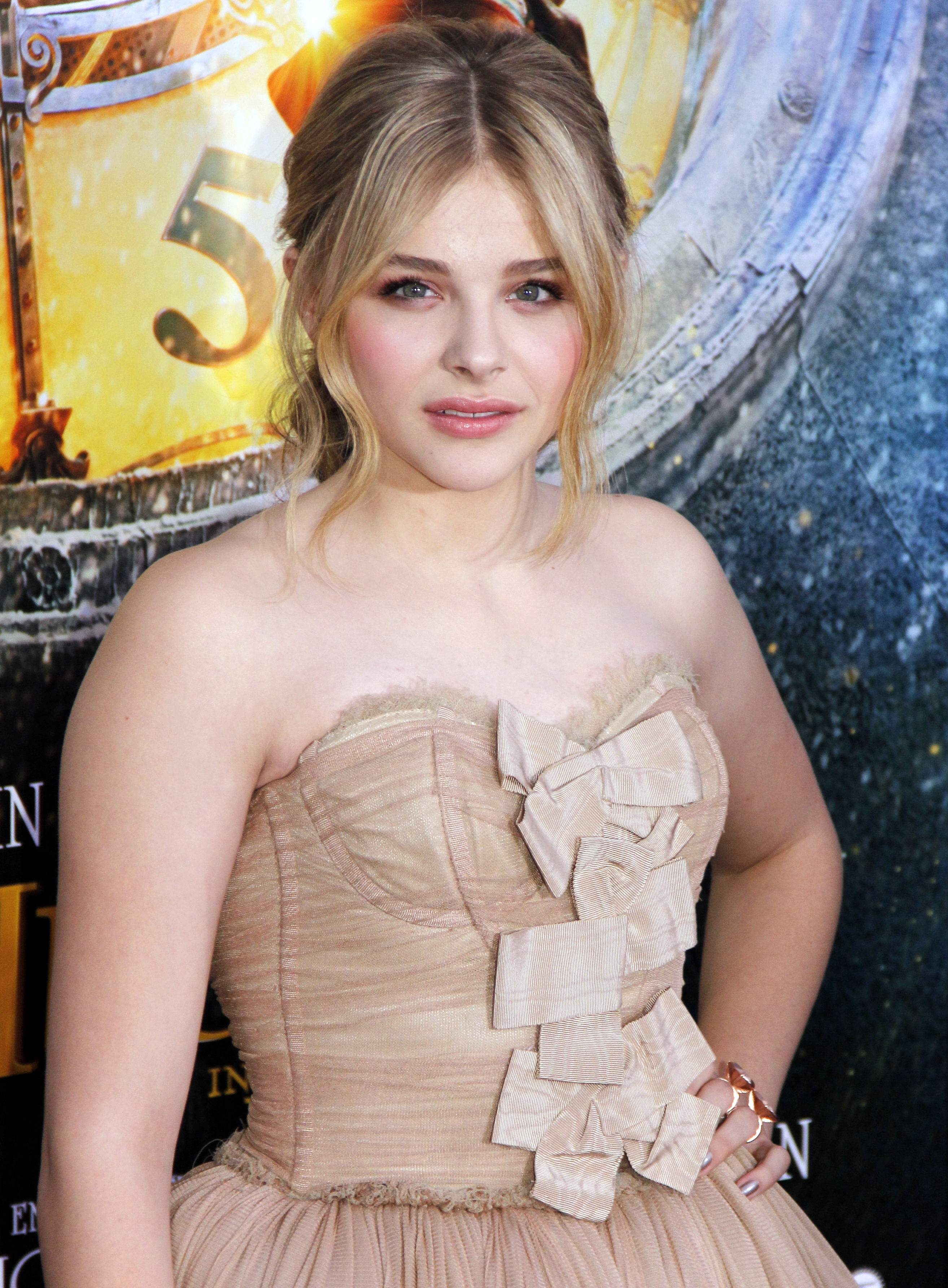
Chloë Grace Moretz (2011)

- 2004: The Guardian – Retter mit Herz (The Guardian, Fernsehserie, 2 Folgen)
- 2005: Heart of the Beholder
- 2005: Family Plan (Fernsehfilm)
- 2005: Amityville Horror – Eine wahre Geschichte (The Amityville Horror)
- 2005: My Name Is Earl (Fernsehserie, Folge 1x06)
- 2005: Today You Die
- 2006: Big Mama’s Haus 2 (Big Momma’s House 2)
- 2006: Room 6
- 2006: Zombies (Wicked Little Things)
- 2006: Kuzco’s Königsklasse (The Emperor’s New School, Fernsehserie, eine Folge, Stimme von Furi)
- 2006–2007: Desperate Housewives (Fernsehserie, 2 Folgen)
- 2007: Super Sleuth Christmas Movie
- 2007: Evil Ground – Fluch der Vergangenheit (Hallowed Ground)
- 2007: The Cure (Fernsehfilm)
- 2007–2008: Dirty Sexy Money (Fernsehserie, 7 Folgen)
- 2007–2010: Meine Freunde Tigger und Puuh (My Friends Tigger and Pooh, Fernsehserie, 34 Folgen, Stimme von Darby)
- 2007: The Third Nail
- 2008: The Eye
- 2008: Bolt – Ein Hund für alle Fälle (Bolt, Stimme der jungen Penny)
- 2008: The Poker House
- 2009: Not Forgotten – Du sollst nicht vergessen (Not Forgotten)
- 2009: Meine Freunde Tigger & Puuh: Singen und Tanzen im Hundertmorgenwald (Tigger & Pooh and a Musical Too, Stimme von Darby)
- 2009: (500) Days of Summer
- 2010: Jack im Reich der Riesen (Jack and the Beanstalk)
- 2010: Kick-Ass
- 2010: Super Duper Super Sleuths
- 2010: Gregs Tagebuch – Von Idioten umzingelt! (Diary of a Wimpy Kid)
- 2010: Let Me In
- 2011: Texas Killing Fields – Schreiendes Land (Texas Killing Fields)
- 2011: Runaway Girl (Hick)
- 2011: Hugo Cabret (Hugo)
- 2011–2013: 30 Rock (Fernsehserie, 3 Folgen)
- 2012: Dark Shadows
- 2013: Movie 43
- 2013: Kick-Ass 2
- 2013: American Dad (Fernsehserie, Folge 9x01, Stimme von Honey)
- 2013: Girl Rising (Dokumentation)
- 2013: Carrie
- 2013: Die Legende der Prinzessin Kaguya (Kaguyahime no monogatari, Stimme von Prinzessin Kaguya)
- 2014: Grow Up!? – Erwachsen werd’ ich später (Laggies)
- 2014: Muppets Most Wanted
- 2014: Die Wolken von Sils Maria (Sils Maria)
- 2014: Wenn ich bleibe (If I Stay)
- 2014: The Equalizer
- 2015: Dark Places – Gefährliche Erinnerung (Dark Places)
- 2016: Die 5. Welle (The 5th Wave)
- 2016: Bad Neighbors 2 (Neighbors 2: Sorority Rising)
- 2016: Feuer im Kopf (Brain on Fire)
- 2017: I Love You, Daddy
- 2017: November Criminals
- 2018: The Miseducation of Cameron Post
- 2018: Suspiria
- 2018: This Changes Everything
- 2018: Greta
- 2019: Die Addams Family (The Addams Family, Stimme von Wednesday Addams)
- 2019: BoJack Horseman (Fernsehserie, Folge 6x02, Stimme)
- 2019: Rotschühchen und die sieben Zwerge (Red Shoes and the Seven Dwarfs, Stimme von Schneewittchen)
- 2019: Gaslight (Fernsehserie, 10 Folgen, Stimme von Danny)
- 2020: Shadow in the Cloud
- 2021: Tom & Jerry
- 2021: Die Addams Family 2 (The Addams Family 2, Stimme von Wednesday Addams)
- 2021: Mother/Android
- 2022: Peripherie (The Peripheral, Fernsehserie, 8 Folgen)
- 2023: Nimona (Stimme von Nimona)
- 2024: My Mom's Murder (Minifernsehserie)

## Videospiele
- 2010: Kick-Ass: The Game (Stimme: Hit Girl)
- 2012: Dishonored: Die Maske des Zorns (Stimme: Lady Emily Kaldwin)

## Auszeichnungen (Auswahl)
| Tabellarische Übersicht der Auszeichnungen und Nominierungen | Tabellarische Übersicht der Auszeichnungen und Nominierungen | Tabellarische Übersicht der Auszeichnungen und Nominierungen | Tabellarische Übersicht der Auszeichnungen und Nominierungen                     | Tabellarische Übersicht der Auszeichnungen und Nominierungen |
| Jahr                                                         | Auszeichnung                                                 | Für                                                          | Kategorie                                                                        | Resultat                                                     |
| ------------------------------------------------------------ | ------------------------------------------------------------ | ------------------------------------------------------------ | -------------------------------------------------------------------------------- | ------------------------------------------------------------ |
| 2006                                                         | Young Artist Award                                           | Amityville Horror                                            | Best Performance in a Feature Film – Young Actress Age Ten or Younger            | Nominiert                                                    |
| 2007                                                         | Young Artist Award                                           | Desperate Housewives                                         | Best Performance in a TV Series (Comedy or Drama) – Guest Starring Young Actress | Nominiert                                                    |
| 2007                                                         | Young Artist Award                                           | Big Mama’s Haus 2                                            | Best Performance in a Feature Film – Young Actress Age Ten or Younger            | Nominiert                                                    |
| 2008                                                         | Young Artist Award                                           | Dirty Sexy Money                                             | Best Performance in a TV Series – Recurring Young Actress                        | Nominiert                                                    |
| 2008                                                         | Young Artist Award                                           | Meine Freunde Tigger und Puuh                                | Best Performance in a Voice-Over Role – Young Actress                            | Nominiert                                                    |
| 2010                                                         | Young Artist Award                                           | (500) Days of Summer                                         | Best Performance in a Feature Film – Supporting Young Actress                    | Nominiert                                                    |
| 2011                                                         | Young Artist Award                                           | Kick-Ass                                                     | Best Performance in a Feature Film – Leading Young Actress                       | Nominiert                                                    |
| 2011                                                         | Young Artist Award                                           | Let Me In                                                    | Best Performance in a Feature Film – Young Ensemble Cast                         | Nominiert                                                    |
| 2011                                                         | Young Artist Award                                           | Gregs Tagebuch                                               | Best Performance in a Feature Film – Young Ensemble Cast                         | Gewonnen                                                     |
| 2012                                                         | Young Artist Award                                           | Hugo Cabret                                                  | Best Performance in a Feature Film – Leading Young Actress                       | Gewonnen                                                     |
| 2010                                                         | Teen Choice Award                                            | Kick-Ass                                                     | Breakout Female                                                                  | Nominiert                                                    |
| 2010                                                         | Scream Award                                                 | Kick-Ass                                                     | Best Breakout Performance – Female                                               | Gewonnen                                                     |
| 2011                                                         | MTV Movie Awards                                             | Kick-Ass                                                     | Best Breakout Star                                                               | Gewonnen                                                     |
| 2011                                                         | MTV Movie Awards                                             | Chloë Moretz                                                 | Biggest Badass Star                                                              | Gewonnen                                                     |
| 2011                                                         | MTV Movie Awards                                             | Kick-Ass                                                     | Best Fight                                                                       | Nominiert                                                    |
| 2011                                                         | Empire Awards                                                | Kick-Ass                                                     | Best Newcomer                                                                    | Gewonnen                                                     |
| 2012                                                         | People’s Choice Award                                        | Chloë Moretz                                                 | Favorite Movie Star Under 25                                                     | Gewonnen                                                     |
| 2013                                                         | Saturn Award                                                 | Dark Shadows                                                 | Best Performance by a Younger Actor                                              | Nominiert                                                    |
| 2013                                                         | MTV Movie Awards                                             | Kick-Ass 2                                                   | MTV Movie Award for Biggest Teen Bad Kicking Ass                                 | Gewonnen                                                     |
| 2014                                                         | Saturn Award                                                 | Carrie                                                       | Best Performance by a Younger Actor                                              | Gewonnen                                                     |
| 2014                                                         | Young Hollywood Award                                        | Chloë Grace Moretz                                           | Fan Favorite Actor – Female                                                      | Gewonnen                                                     |
| 2015                                                         | People’s Choice Award                                        | Chloë Grace Moretz                                           | Favorite Dramatic Movie Actress                                                  | Gewonnen                                                     |
| 2015                                                         | Teen Choice Awards                                           | Wenn ich bleibe                                              | Choice Movie Actress: Drama                                                      | Gewonnen                                                     |
| 2016                                                         | Teen Choice Awards                                           | Bad Neighbors 2                                              | Choice Movie Actress: Comedy                                                     | Gewonnen                                                     |